# SYSADOA
Symptomaticky pomalu působící léky při osteoartróze, zkráceně SYSADOA (z angl. symptomatic slow acting drugs in osteoarthritis), jsou jednou ze skupin účinných látek používaných při léčbě osteoartrózy (OA), nejčastějšího onemocnění kloubů, charakterizovaného degenerací a úbytkem chrupavky. Onemocnění se projevuje bolestí a ztuhlostí kloubů.
Podle doporučení odborných lékařských společností (např. EULAR) řadíme mezi SYSADOA tyto léky: glukosamin sulfát, chondroitin sulfát, ASU a kyselinu hyaluronovou (aplikovanou přímo do kloubů).
Tyto látky upravují látkovou výměnu kloubních chrupavek a zastavují či zpomalují jejich degradaci a úbytek, tedy i další rozvoj a zhoršování onemocnění. Pro tento ochranný vliv na chrupavku se někdy používá označení chondroprotektiva. Zároveň snižují hlavní příznaky osteoartrózy, tj. bolest a zánět kloubů . Na rozdíl od běžných léků používaných proti bolesti (např. paracetamol, tramadol) a zánětu (např. ibuprofen, diklofenak) se efekt SYSADOA neprojevuje okamžitě, ale s obvyklým odstupem 6–8 týdnů od zahájení léčby. Je proto potřeba dlouhodobé, každodenní užívání. Účinek však obvykle přetrvává i několik měsíců po skončení kúry. Užívání SYSADOA je bezpečné a nevykazuje závažné nežádoucí účinky. SYSADOA mohou doplňovat léčbu protizánětlivými léky, snížit jejich spotřebu, a tím omezit nežádoucí účinky plynoucí z dlouhodobého užívání.

## Definice
Látky, které umějí obnovovat metabolickou rovnováhu v chondrocytech (buňkách kloubní chrupavky). Při osteoartróze mají protizánětlivé a analgetické působení srovnatelné s nesteroidními antiflogistiky (NSAID). Účinek se však dostavuje pozvolna během 4-6 týdnů. Přetrvává ještě několik týdnů po vysazení. Nemají typické nežádoucí účinky NSAID a umožňují snížit jejich spotřebu.
Současně používaný název (vychází ze skutečnosti, že tyto látky mají účinky proti příznakům OA, bolesti a zánětu, které nastupují pozvolna a plně se projeví až po několika týdnech soustavného užívání. Označení SYSADOA nahradilo dřívější označení chondroprotektiva, neboť ještě v nedávné době existovaly pouze klinické studie prokazující symptomatické účinky. Několik nedávných studií s glukosamin sulfátem a později i chondroitin sulfátem a diacereinem však demonstrovalo i možný ochranný vliv na strukturu kloubní chrupavky (strukturální efekt). Tyto studie ukázaly, že tyto látky mohou při dlouhodobém užívání též zpomalit, případně i zastavit progresi OA. Proto se zatím alespoň v případě uvedených látek zkráceně hovoří o pomalu působících lécích při OA (SADOA).
Některé tyto látky jsou registrovány resp. schváleny jako léčiva i jako potravní doplňky z důvodu, že jde většinou o látky tělu vlastní, podílející se na výstavbě mezibuněčné hmoty chrupavky nebo obsažené v synoviální tekutině. Proto jsou často označovány jako „kloubní výživa“. Nutriční význam těchto látek pro kloubní chrupavku je však diskutabilní. Organismus má schopnost si tyto látky syntetizovat z vlastních zdrojů. Jejich nedostatek v kloubu je relativní a je dán poruchou metabolismu. Podstatnější se jeví schopnost SYSADOA zasáhnout do regulace metabolismu chondrocytu. Byl u nich prokázán inhibiční vliv na tvorbu a účinek prozánětlivých cytokinů, zejména interleukinů IL-1 a IL-6. Patrně inhibují i vliv synergicky působícího tumor necrosis faktoru alfa (TNFα). Všechny tyto působky ovlivňují rovnováhu metabolismu ve prospěch katabolických dějů, zároveň stimulují tvorbu volných radikálů (NO) a prostaglandinu PGE2. Jinými slovy: Uvedené látky potlačují biosyntézu proteoglykanů, kolagenu a dalších složek důležitých k výstavbě chrupavky. Na druhé straně iniciují biosyntézu enzymů sloužících k degradaci mezibuněčné hmoty.

## Mechanismus účinku
Podání SYSADOA zabrání tomuto působení interleukinů (a zřejmě i TNFα), čímž u chrupavky poškozené osteoartrózou umožní postupné navození rovnovážného stavu a obnovu struktur mezibuněčné hmoty. Samozřejmě za předpokladu, že chrupavka není dosud ve vysokém stupni destrukce, tam není její reparace již možná. Můžeme konstatovat, že léčba pomocí SYSADOA je tím účinnější, čím dříve s ní započneme. V lehčích stadiích OA lze dosáhnout i úplného vymizení obtíží, v pokročilejších stadiích aspoň jejich zmírnění. Vzhledem k tomu, že se jedná o dlouhodobou záležitost, účinek se projeví nejdříve za 6–8 týdnů podávání, přetrvává však další 2–3 měsíce po vysazení léčby. Z toho pak vychází strategie léčby SYSADOA:
- podávat dostatečné dávky minimálně 2 měsíce,
- je možné po této době na 2–3 měsíce vysadit, po této době pak kúru znovu opakovat. Lze podávat i trvale, strukturální efekt byl prokázán pouze při kontinuálním užívání.

Z výše popsaných mechanismů vyplývají následující účinky SYSADOA:
- protizánětlivý a analgetický efekt, který umožní omezit, případně zcela eliminovat spotřebu analgetik a NSAID; protizánětlivý efekt není dán inhibicí cyklooxygenázy, SYSADOA jsou proto prosta nežádoucích účinků typických pro NSAID,
- potlačení tvorby volných radikálů,
- snížení aktivity enzymů degradujících mezibuněčnou hmotu chrupavky,
- stimulace chondrocytů k tvorbě proteoglykanů, kolagenu, hyaluronátu a dalších složek mezibuněčné hmoty,
- zabrzdění další destrukce a úbytku kloubní chrupavky. Tento tzv. strukturální (strukturu modifikující) efekt byl zatím demonstrován v dlouhodobých studiích s glukosamin sulfátem a chondroitin sulfátem.

## Jednotlivé látky
V současné době jsou k léčbě OA doporučovány tyto látky (dle doporučení EULAR):
- glukosamin sulfát (a příbuzné sloučeniny) – 1500 mg denně,
- chondroitin sulfát – úvodní dávka 1600 mg po dobu 14 dnů, dále 800 mg denně,
- ASU – 300 mg denně,
- kyselina hyaluronová – podaná intraartikulárně, tedy přímo do kloubu.

Do skupiny se řadí též diacerein, který však byl kvůli nežádoucím účinkům (těžké průjmy, podezření na poškození jater) stažen z trhu.

## Bezpečnost
Používání těchto látek je bezpečné, nemají závažné nežádoucí účinky. Nejčastěji vyvolávají trávicí obtíže, které však nebývají důvodem k jejich vysazení.

## Kombinace
Klinicky závažné interakce těchto látek nebyly popsány. Je možné je kombinovat s jinými skupinami léčiv i potravních doplňků, včetně analgetik a protizánětlivých látek. Vzájemné kombinace jednotlivých SYSADOA jsou sice možné, otázkou však zůstává, zda jsou významným způsobem účinnější než samostatně podávané látky. Srovnávací studie (s jedinou výjimkou – viz dále) dosud nebyly zveřejněny. Zdá se však málo pravděpodobné, že by jejich vzájemné kombinování bylo signifikantním způsobem efektivnější než monoterapie. Klinický efekt při dostatečné dávce byl u jednotlivých látek prokázán, zvyšováním dávek dojde k vysycení mechanismů, na něž působí. Mechanismus účinku je prakticky shodný nebo velmi podobný. Jako racionální se může jevit pouze kombinace perorálního SYSADOA a intraartikulární viskosuplementace kyselinou hyaluronovou (náhrada chybějící gelotvorné látky), která svým mechanickým působením může urychlit ústup obtíží. Ani tato kombinace však není dosud klinicky dostatečně prověřena.
Většina volně prodejných doplňků stravy na trhu však přesto obsahuje kombinaci glukosaminu s chondroitin sulfátem v různých dávkách, případně i dalších látek, patrně proto, že více účinných složek přináší jistou marketingovou výhodu.
Jasno do této otázky zatím nevnesla ani studie GAIT (Glucosamine/Chondroitin Arthritis Intervention Trial), zveřejněná v roce 2006, která porovnávala účinnost glukosaminu (ve formě hydrochloridu) a chondroitin sulfátu a jejich vzájemné kombinace s placebem a standardní analgetickou terapií (celekoxib). Šlo o rozsáhlou studii (téměř 1600 pacientů), první tohoto druhu. Byl sledován algofunkční index WOMAC. Účinnost glukosaminu, chondroitin sulfátu i kombinace však v tomto případě vyšla přibližně stejná jako ve skupině placeba. Došlo ke zmírnění subjektivních obtíží o cca 60-65 % ve všech skupinách, pouze u celekoxibu o cca 70 %. Pacienti pak byli rozděleni do podskupin podle toho, zda na začátku udávali mírné (většina) nebo střední až silné bolesti. Ve skupině střední až silné bolesti pacienti (22,3  % z celkového počtu pacientů) udávali zlepšení o 79,2 %, pokud užívali kombinaci, 54,3  % ve skupině placeba, 65,7  % u glukosaminu a 61,4 % u chondroitin sulfátu. Ve skupině pacientů se střední až silnou bolestí byla tedy kombinace glukosaminu a chondroitin sulfátu vyšší než u placeba. Výsledek je však interpretován jako na hranici statistické významnosti, a nelze ho tedy brát jako jednoznačné potvrzení vyšší účinnosti kombinace. Výsledek může naznačovat potřebu vyšších dávek u pacientů se silnou bolestí, zvláště u pacientů s velkou tělesnou hmotností (ve studii byli zahrnuti převážně obézní pacienti, BMI>30).
Na modelu osteoartrózy u králíků byl sledován vliv kombinovaného přípravku s obsahem glukosamin hydrochloridu, chondroitin sulfátu, manganu a kyseliny askorbové na poškození a reparaci kloubní chrupavky. Účinek kombinace byl srovnáván s účinkem jednotlivých látek. U králíků, kterým byly podávány samotné látky, bylo poškození chrupavky větší než u králíků, jimž byla podávána kombinace. Kombinace tedy prokázala vyšší ochranný vliv na chrupavku. Otázkou však je, zda je možné výsledek zjištěný u králíků automaticky přenést na člověka. Otázkou též je, jak by výsledek ovlivnily jiné dávky zkoumaných látek. Výsledek může naznačovat synergický vliv antioxidantů v použité kombinaci.